# Comuna Svitlîcine, Varva
Svitlîcine (în ucraineană Світличне) este o comună în raionul Varva, regiunea Cernihiv, Ucraina, formată din satele Iașcenkiv și Svitlîcine (reședința).

## Demografie
Componența lingvistică a comunei Svitlîcine
     Ucraineană (95,93%)
     Rusă (3,77%)
     Alte limbi (0,3%)
Conform recensământului din 2001, majoritatea populației comunei Svitlîcine era vorbitoare de ucraineană (95,93%), existând în minoritate și vorbitori de rusă (3,77%).